# Битва під Финтою
Би́тва під Фи́нтою (Хінтою, Торговищем) — битва 27 травня (17 травня за юліанським календарем) 1653 року між козацько-молдовським військом воєводи Васіле Лупу і наказного гетьмана Тимоша Хмельниченка та волоським військом господаря Матвія Басараба, підтриманого семигородськими, польськими та сербськими найманцями. Сталася коло села Финта поблизу столиці Волощини Тирговіште (Торговище). Козацько-молдовське військо зазнало поразки, що поставило хрест на спробах Богдана Хмельницького включити Молдову до сфери впливу Війська Запорізького, а також не лише на спробі Лупу посісти престол Волощини, але й на його владі у Молдові.

## Вступ
18 квітня 1653 року запорозьке військо під проводом Тимоша Хмельниченка виступило в похід на допомогу Васіле Лупу проти Волощини. Повернувши за допомогою зятя столицю Ясси, Васіле Лупу вирішив скористатися присутністю українських полків для захоплення Волощини. 9 травня українсько-молдавське військо за наказом Тимоша перейшло кордон Волощини, викликавши серйозний опір з'єднаних трансільвансько-волоських сил.
22 травня українсько-молдавське військо розгромило 9000 волоської кінноти на чолі з великим спатаром Діку Буєску під Фокшанами, але в бою 26 травня біля річки Тележина‎ волохи дали тверду відсіч, в бою загинуло два козацьких сотники. 27 травня дійшло до зустрічі головних сил супротивних армій біля села Финта на річці Яловиця, неподалік столиці Волощини Торговище.

## Сили сторін

Битва під Финтою: шикування сторін та атака лівого крила козацько-молдовського війська

Битва під Финтою: Розгром правого крила війська М.Басараба

Грушевський наводить такі дані про кількість козацько-молдовського війська:
Царгородський резідент Реніґер зі слів турецького аташе Ібрагім-аґи, що був при воєводі Матію і слідив за всім, щоб дати докладне звідомленнє диванові, подає такі подробиці: з Тимошем було 30 тисяч козаків і 5 тис. ріжного війська, в тім і Татари; Лупул крім своїх Волохів мав дві тисячі німецьких мушкетерів і 36 гармат; всього війська у них було до 40 тис.
Можливо, у Тимоша й було 30 000 козаків на початку походу, але відомо, що Уманський і Корсунський полки повернулися з-під Ясс назад до Умані, де Богдан Хмельницький концентрував свої головні сили. Тогочасний польський кореспондент «Gazette de France» писав про 20 тисяч союзного війська. У сучасній роботі військо Хмельниченка і Лупу оцінюється так: 16 000 козаків, 2000 татар і 4000 молдаван, до 20 гармат (11 козацьких з України, 6 трофейних волоських, та кілька молдовських)
Волощина при максимальному напруженні зусиль могла виставити 30-тисячнне військо, але в цій кампанії волоське військо було набагато менше. Воно включало боярське ополчення, левенців (найманих молдавських кіннотників східного зразку), піхоту, що складалася з драбантів (волохів) та сейменів (піхоти за турецьким зразком, озброєної аркебузами). Найціннішою збройною силою війська Матвія Басараба була наймана угорська та польська кіннота. Не виключено також, але сумнівно, що Матвія Басараба підтримували 500 трансільванських вояків, посланих князем Дьєрдем II. Загальна кількість волоського війська була не менше 15-16 тисяч з 12 гарматами, але могла й переважати козацько-молдавське військо чисельно.

## Битва

Битва під Финтою: Розгром молдавського війська

Битва під Финтою: Атака козацького війська

Битва під Финтою: Атака волоського війська на козаків

Битва під Финтою: Взяття козацького табору та остаточне знищення козацько-молдовського війська

Господар волоський, використовуючи зручний рельєф, вирішив дати оборонну битву. Його бойове шикування спиралося на одному фланзі на річку Яломіца (Яловиця), а з другої на потік Жінтою (Гінта) з болотистими берегами. На правому крилі стояли надвірні війська та боярське ополчення із загоном піхоти (сейменів). Сам господар став з найманцями, драбантами і другим загоном сейменів з гарматами попереду. На лівому крилі стояли наймані польські корогви кінноти. 10. Командування над правим крилом обійняв Ґеорґіца, над лівим великий спатар Діку Буєску.
Тиміш Хмельниченко, що командував козацько-молдавським військом, не проявив обачності свого супротивника. Він не погодився на пропозицію Лупу дати війську відпочити день-два після бою 26 травня і наказав форсованим маршем вирушити на ворога. Марш включав необхідність переправи через болотистий потік Жінтою. Козацькі полковники не наважилися суперечити гетьманичу.
Іншою помилкою був брак розвідки ворожих сил. На відміну від попередніх сутичок, волоська армія мала відділи кінноти, що якісно суттєво переважали кінноту Хмельниченка. Цю перевагу можна було знівелювати, використовуючи перевагу козаків у вогнепальній зброї: як показали попередні сутички, волохи відзначалися малою стійкістю до обстрілу. Але таке рішення вимагало атаки козацьким табором.
Тим часом Тиміш поділив армію на три частини з окремими таборами. Більш того, не було співпраці між козацькою та молдавською частинами війська. Після переходу через Жінтою молдавани зайняли ліве крило, тобто опинилися навпроти сейменів та волоської кінноти. Козаки зайняли центр і праве крило. Вони не змогли зв'язати стоячих на лівому фланзі армії Басараба польських і угорських корогов, які внаслідок того могли провести рішучу атаку.
Господар волоський не квапився розпочинати бій, декілька годин чекаючи на те, що перший рух зробить козацко-молдавське військо, та дозволяючи їм перейти Жінтою. Лупу наполягав, щоб бій почали козаки, але Тиміш наказав молдаванам першим атакувати ворога.
Але Тиміш не хотів прилучити свого табору-“Нехай, каже, молдавські витезі (vitezii Moldoveni) без нас б'ють Мунтян!”.
Після короткого герцю між молдавською та волоською кіннотою Лупу ввів до бою свій загін німецької піхоти, який хоча рахував ледве 100 жовнірів, але ведучи обстріл з мушкетів, розпорошив сейменів (могла датися взнаки перевага мушкетів над аркебузами). Користуючись з того, кіннота молдаван розбила волоську кінноту правого крила війська Басараба та кинулася грабувати табір волохів. Проте Тиміш не підтримав успіх союзника, дозволяючи супротивникові привести в порядок свої бойові порядки.
Басараб особисто повів у контратаку свою відбірну піхоту за підтримки гармат та кінного резерву. Молдавська кіннота кинулася до втечі, а піхота Лупу понесла великі втрати, в тому числі загинув її командир-поляк. Лише після поразки свого лівого крила Хмельниченко кинув Лупу на допомогу трохи піхоти з гарматами, а сам рушив на неприятельський центр. Але ця атака була проведена незграбно. Тиміш не забезпечив охорону від атаки польських корогов лівого крила волоського війська. Крім того, волоська кіннота, що розбила молдавську, встигла повернутися в центр.
Козацький авангард потіснив волохів, але втратив зв'язок із своїм табором. На хвилю здалося, що козаки перемагають, коли Басараб отримав поранення в коліно. Але в цей момент вдарили на козаків кінні корогви волоського лівого крила. Козаки в замішанні побігли. Захоплений зненацька таким оборотом ситуації, Тиміш припинив по суті керування боєм. До того ж почалася буря зі зливою, яка цілком розсіяла молдаван, що ще залишалися на полі бою, і унеможливила утворення єдиного козацького табору.
Волоський господар використав бурю для підтягування під козацький табір своєї артилерії і розпочав сильний обстріл. Козацька кіннота не витримала його, і разом з Тимошем, Лупу, полковниками Богуном, Носачем та всією старшиною втекла з поля бою. Втеча мала панічний характер, про що якнайкраще свідчить той факт, що вибрано важку й довгу дорогу через Браїлу і Галац. Не удалося уникнути серйозних втрат, тому що волоська кіннота, ведучи гонитву болотистим тереном, знищила багато втікачів-козаків і молдаван.
У таборі лишилися козацька і німецька піхота, а також сеймени Лупу. Козаки вибрали нову старшину і під її проводом захищалися в таборі до вечора. Вночі козаки підпалили вози та спробували вирватися з оточення. Кілька джерел каже, що їм це вдалося, але більшість стверджує, що після довгого бою табір було узято, і за виключенням татар і молдаван всі його захисники були страчені. Кажуть про загибель у битві 5000 козаків та страту 2000 запорожців. До того ж, відомо, що мало не ще стільки ж козаків потрапило в полон, при тому частину їх було послано в подарунок турецькому візиру, що відпустив їх в Україну. За їхнім винятком, з погрому врятувалося ледве 500 козаків
Причиною поразки козацько-молдавського війська були передовсім дії Тимоша Хмельниченка. Але крім того, до перемоги Басараба долучилися давно відомі козакам високі бойові якості польської кінноти, несподівано висока стійкість волоських сейменів у бою проти козаків (сеймени не лише могли успішно оборонятися, але й переходити до успішних контратак), а також вміле керування волоською артилерією.
Українські історики нерідко звалюють провину за поразку козацького війська на союзників (подібно до оцінок Берестецької катастрофи, в якій винуватять татар):
внаслідок зради молдаван (перейшли на сторону С. Георгіце та його союзників) і руйнівних наслідків смерчу з дощем, що обрушився на український табір, Т. Хмельницький і В. Лупу зазнали поразки.

## Наслідки
Катастрофа під Финтою фактично визначила результат кампанії в Молдові. Хоча Тиміш отримав підкріплення з України, на допомогу Басарабу відкрито прийшла Річ Посполита, і шальки терез рішуче хитнулися проти козаків. До кінця 1653 року Тиміш загине, а Лупу стане до кінця життя вигнанцем.
Матвієві Басарабу, що показав себе обережним, але не блискучим полководцем, битва принесла не лише славу і вплив над Молдовою, але також і рану в коліно, від якої він не вилікувався до самої смерті (19 квітня 1654). Мешканцям Волощини битва принесла лише страх перед можливою козацькою помстою, про який свідчив ще Павло з Алеппо навесні 1654 року.